# Ida z Nivelles
Ida z Nivelles, również Ida z Rameige (ur. 1197/1199 w Nijvel w Brabancji Walońskiej, zm. 11 grudnia 1231 w Rameige) – mistyczka chrześcijańska, cysterka (SOCist.), błogosławiona Kościoła katolickiego.
O jej życiu opowiada dzieło Vita Idae Nivellenis napisane pod koniec XIII wieku. Pochodziła z ubogiej kupieckiej rodziny. By nie zostać wydaną za mąż uciekła z domu znajdując schronienie u beginek. Około 1213 roku została oblatką przy klasztorze cysterek w Kerkom. Kiedy wspólnotę tę przeniesiono do Rameii w Brabancji Ida złożyła w 1216 roku śluby zakonne. Trzy lata później zachorowała, ale wkrótce została uzdrowiona. Ciche i samotne życie, które wiodła wypełniała głęboka przyjaźń z Idą z Leeuw i Beatrijs z Nazaretu. Ida z Nivelles miała doznawać silnych objawień mistycznych (miała mieć m.in. bożonarodzeniową wizję Dzieciątka Jezus, który ukazał jej się w Hostii).
Jej wspomnienie liturgiczne obchodzone jest 12 grudnia.
Nie należy mylić bł. Idy ze św. Idubergą (Idą) z Nivelles żyjącą w latach ok. 592-652.